# Apocrypta imbecillis
Apocrypta imbecillis är en stekelart som beskrevs av Grandi 1916. Apocrypta imbecillis ingår i släktet Apocrypta och familjen fikonsteklar. Inga underarter finns listade i Catalogue of Life.